# Gentofte Sogn
Gentofte Sogn er et sogn i Gentofte Provsti (Helsingør Stift). Sognet ligger i Gentofte Kommune (Region Hovedstaden). Indtil Kommunalreformen i 2007 lå det i Gentofte Kommune (Københavns Amt), og indtil Kommunalreformen i 1970 lå det i Sokkelund Herred (Københavns Amt). I Gentofte Sogn ligger Gentofte Kirke.
I Gentofte Sogn findes flg. autoriserede stednavne:
- Gentofte (bebyggelse, ejerlav)